# 螺号

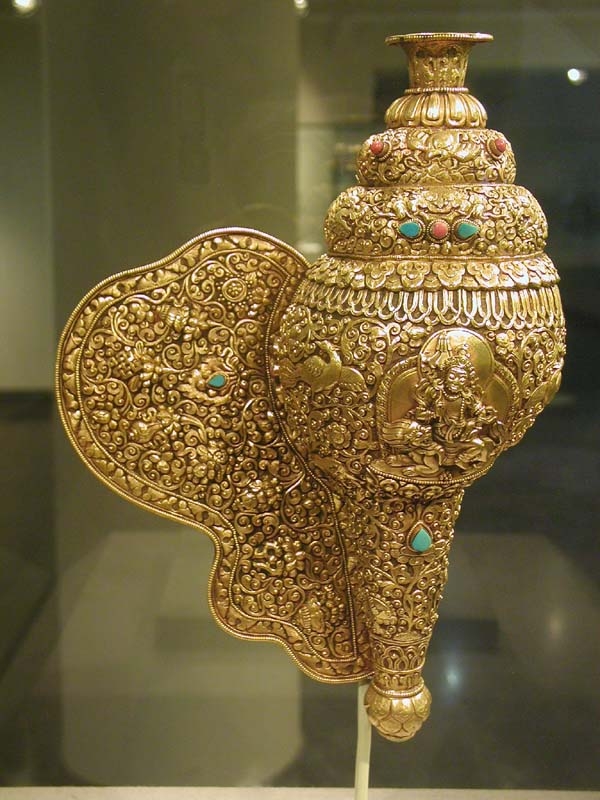
藏传佛教使用的全包金法螺，清代文物

螺号或螺角是一种唇振气鸣的吹奏乐器，用软体动物法螺的贝壳制成，常用于宗教仪式。

## 宗教文化
螺号作为佛教法器时称为法螺，又称梵贝。它是古印度诸宗教共同的法器，用于宗教仪式的历史非常悠久。
传说释迦牟尼在鹿野苑初转法轮时，帝释天等曾将一支右旋白法螺献给佛祖，从此右旋白海螺即作为吉祥圆满的象征在佛教中广为应用。法螺随佛教传入中国。现在中国的藏、蒙古、满、纳西、傣、京、汉等民族依然采用。法螺是藏族的八瑞相（亦称八吉祥徽、藏八仙和藏八宝）之一。

## 各语言中的称呼
汉语称为梵贝、螺号、法螺、玉螺、玉蠡，梵语称之为，藏语音譯为东嘎、统嘎或董嘎尔等，蒙古语音譯为冻思，傣语音譯为海三，韓語稱之為螺角（나각）。现代汉语中一般用于佛教仪式的才称法螺，作为普通乐器使用者直接称呼为螺号，如兒歌《小螺號》。

## 历史

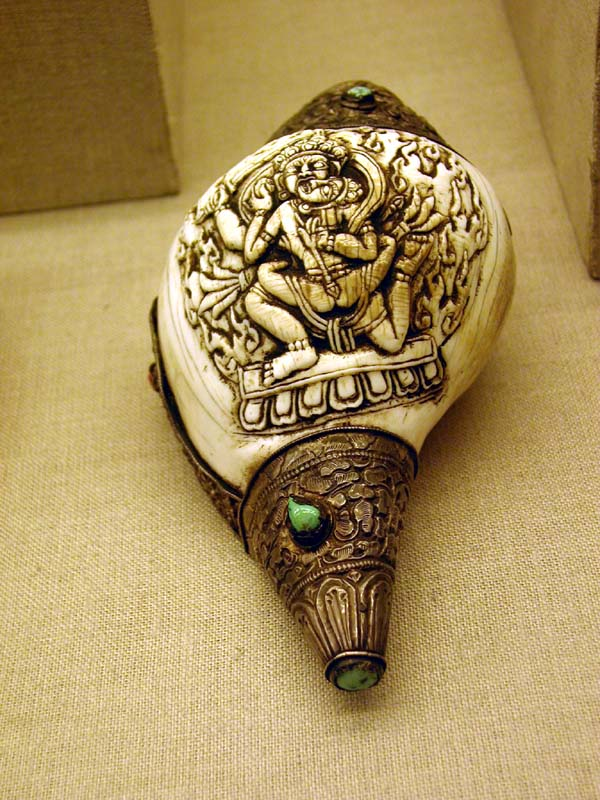
藏传佛教使用的包银双身护法刻法螺，清代文物

### 南北朝时期
- 鸠摩罗什（343年—413年）《妙法莲花经·卷一》中提到“吹大法螺”，《妙法莲花经·方便品》中有：“若使人作乐，击鼓吹角贝，箫笛琴箜篌，琵琶铙铜钹，如是众妙音，尽持以供养”。
- 求那跋陀罗（Gunabhadra，394年—468年）译《大法鼓经·上卷》有：“吹大法蠡。”
- 北魏云岗石窟中有吹法螺的伎乐形像。

### 隋唐时期
- 《旧唐书·音乐志》载：“贝，蠡也，容可数升，并吹之以节乐，亦出南蛮。”
- 唐贞元十七年（801年），骠国所献乐器中有玉螺。
- 唐代诗人白居易作《骠国乐》有：“玉螺一吹椎髻耸，铜鼓一击文身踊”。

### 宋元时期
- 宋代陈旸《乐书》“梵贝”条有：“贝，蠡之大者也。今之梵乐用之以和铜钹，释氏所谓法螺 。”
- 元代萨迦派首领萨迦班智达公哥监藏(或译萨迦班智达贡噶坚赞贝桑布，简称萨班，1182年—1251年）临终时将其衣钵及法螺等物授给其侄八思巴，八思巴成为萨迦派的新教主。

### 明清时期
- 明代王圻《三才图会》：“即以螺之大者，吹作波之音，盖仿佛于笳而为之者。”

## 制作
法螺选用天然长成的大海螺壳制作，一般螺壳长25厘米—33厘米，多选用颜色清白或有花条纹的右旋海螺。制作时须磨穿螺尖，并附有圆锥形或直筒形的吹嘴。有些法螺在螺的两端钻孔穿绳以方便携带。有些法螺还镶嵌有铜片或银片作为装饰。其中镶翅法螺装饰更为华丽，将螺身中部至螺口用铜片或银片制成翅形装饰物，且在翅尾还缀有圆环并系以丝穗彩绸。

## 吹奏
吹奏时持握螺口，两唇紧贴吹嘴送气，就可以发出呜呜的声音。法螺的音高、音色因螺身大小、形状而不同，螺纹细、少者音色明亮，反之音色深厚。

## 使用

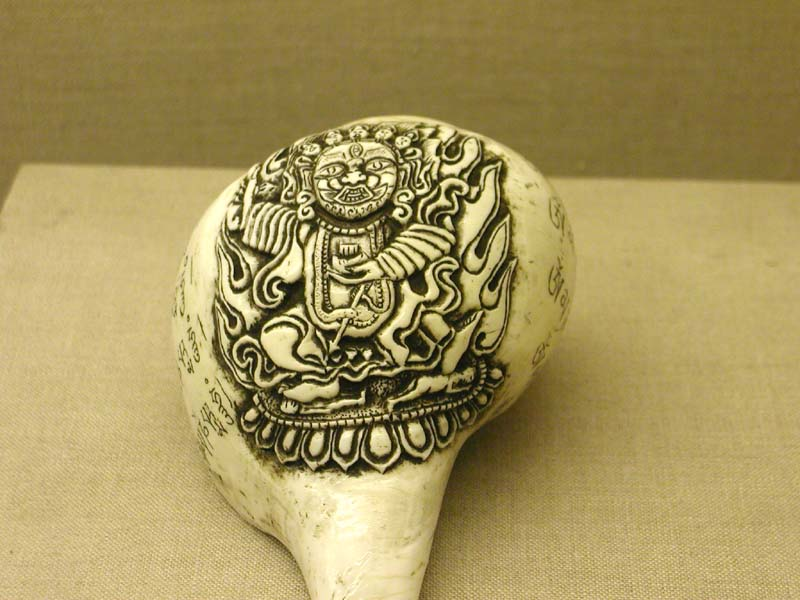
藏传佛教使用的无包刻大黑天法螺，清代文物

在藏族的风俗中，一般将不装饰的法螺置于青稞上，供奉于正殿；装饰有金银的法螺则用于各种法事活动。
法螺除用作佛教法器外，还用于各民族的军事、劳动和娱乐生活中。藏族的羌姆舞蹈表演也使用法螺。在浙江东部汉族的民间器乐合奏“舟山锣鼓”中海螺作为色彩性乐器使用。在广东、广西、福建等地民间以吹海螺作为召集群众聚会的信号。

## 著名法螺
- 拉萨布达拉宫藏有一支银翅法螺，体型硕大，全长57.7厘米，翅长38.2厘米、翅宽23厘米，吹嘴长11厘米、直径4.2厘米、孔径1.8厘米。
- 萨迦县萨迦寺镇寺之宝之一为一支元代白海螺，相传为忽必烈钦赐。
- 北京中国艺术研究院中国乐器博物馆藏有一支清代法螺，乾隆年间制，清白色海螺，螺身饰有翅形铜片，镶有铜制吹嘴，刻有“乾隆御制”四字。